# 여자의 길
〈여자의 길〉(일본어: 女のみち 온나노미치[*])는 일본의 음악 그룹 미야 시로와 핑카라트리오의 데뷔 싱글로, 1972년 5월 10일 발매되었다. (7" Vinyl: SAS-2035) 

## 배경
이것은 미야 시로의 작품 중에서 "여자의 OOO"라는 형식으로 발매된, 이른바 여자 시리즈의 가장 첫 번째 싱글이다.
그 전까지 히메지에서 활동하고 있던 미야 시로는 1961년 오사카로 거점을 옮기며 '스패로우 보이즈'라는, 음악을 활용한 만담을 하는 그룹을 만든다. (이 그룹이 핑카라트리오의 전신이다.) 1963년 자신의 형인 미야 고로 (宮五郎)와 나미키 히로시 (並木ひろし)로 멤버를 구성하여 '핑카라트리오'라는 만담 트리오를 구성한다.
1971년, 이들은 결성된지 10주년을 기념하여 자작곡인 〈여자의 길〉을 자체적으로 300장만 소량 생산한다. 그리고 이 곡을 유선 방송에 내보내게 되는데, 이 때 큰 호응을 얻어 1972년 일본 컬럼비아를 통해 발매하게 되고 폭발적인 성공을 거둔다. 이 곡으로 1973년 제24회 NHK 홍백가합전에 출연하게 되나, 이 해에 나미키 히로시가 그룹을 탈퇴했기 때문에 '핑카라 형제'로 이름을 바꿔 출전했다.
1992년 데뷔 20주년을 기념하여 이 곡을 다시 편곡한 버전으로 새롭게 발매되었으며, 1998년에 한번 더 재발매되었는데, 이 때는 그룹명은 제외되었고 미야 시로의 이름만이 올라와있다.

## 성적
〈여자의 길〉은 오리콘 전체 역사에서도 특기할만한 작품이며, 오리콘이 집계를 시작한 이래로 가장 성공적인 작품 중 하나다. 이 작품의 전체 판매량은 325.6만 장인데, 이보다 더 많은 판매량을 기록한 싱글은 1975년 발표된 〈헤엄쳐라! 타이야키군〉이 유일하다. 데뷔 작품으로 한정한다면 이 작품이 가장 성공적인 작품이 된다.
이 싱글은 1972년 10월 30일자 오리콘 싱글 차트에서 처음으로 1위를 기록하였으며, 1973년 2월 12일까지 모두 16주 연속으로 1위를 유지하였다. 특기할만한 점은 이 1972년 11월 셋째주부터 치아키 나오미의 〈갈채〉가 12주 연속으로 2위를 차지했으며, 1973년 1월 둘째주부터 아마치 마리의 〈두 사람의 일요일〉이 6주 연속으로 3위를 기록했는데, 이 6주동안 오리콘 싱글 차트 1, 2, 3위는 전혀 변동이 없었다. 또한 '연속 최다 1위'라는 점에서 "16주 연속 1위"라는 것 역시 1973년 이후로 깨진 적 없는 기록이기도 하다. (연속이라는 점을 제외한다면, 핑키와 킬러스의 〈사랑의 계절〉이 17번 1위를 차지하여 '최다 1위' 부분에서 선두를 기록하고 있다.)
또한 작품은 1972-73년에 걸쳐 연간 싱글 차트에서 1위를 기록했는데, 이는 오리콘 차트 역사에서 전무후무하며 현재까지도 깨지지 않고 있는 기록이다.

## 수록곡
| #  | 제목                               | 작사                             | 작곡          | 편곡          | 재생 시간 |
| -- | ---------------------------------- | -------------------------------- | ------------- | ------------- | --------- |
| 1. | 〈〈여자의 길〉〉 (女のみち)       | 미야 시로                        | 나미키 히로시 | 사에키 마코토 |           |
| 2. | 〈〈오키나와 사람〉〉 (沖縄のひと) | 오기도 유코 / 오노 하치로 (보완) | 오노 하치로   | 사에키 마코토 |           |